# André Chazal
Pour les articles homonymes, voir Chazal.
André François Chazal est un graveur français né à Paris le 13 juillet 1796 et mort à Évreux le 15 avril 1860. Il est essentiellement connu à cause de sa tentative de meurtre sur son épouse, la féministe Flora Tristan.
Il est le grand-père du peintre Paul Gauguin.

## Biographie
Il se marie le 3 février 1821, à Paris, mairie du XIe arrondissement (ancien). Accusé en juin 1837 de relations incestueuses avec sa fille Aline (1825-1867), âgée de 12 ans, il est emprisonné de façon préventive à Sainte-Pélagie. Il en sortira lavé de cette accusation qui repose sur les dires de Flora Tristan, cependant confirmés par le frère d'Aline, Ernest (1824-1879), alors âgé de 13 ans.
Il est l'auteur d'une tentative de meurtre sur son épouse en 1838. Condamné en 1839 à vingt ans de travaux forcés et à l'exposition publique, cette condamnation fut immédiatement commuée par le jury qui lui accorda les circonstances atténuantes. Il est incarcéré au Château de Gaillon. Libéré par anticipation le 5 mars 1856, il s’installe à Évreux, où il travaille comme brocanteur.

## Généalogie
Époux de Flora Tristan (1803-1844). Frère du peintre Antoine Chazal (1793-1854). Père d'Ernest Chazal (1824-1879), et d'Aline Chazal (1825-1867) qui épouse Clovis Gauguin (1814-1851), d'où Paul Gauguin (1848-1903).

## Œuvre gravé
Son activité graphique est attestée, grâce à des mentions d’adresses qui lui sont propres sur des estampes où il signe « Chazal jeune » quelquefois abrégé « jne » : rue des Fossés-Saint-Germain, no 18 ; rue du Four-Saint-Germain-des-Près, no 43 ; 32, rue des Acacias, village d’Orcel, commune de Montmartre. On ne connaît pas de tableau, ni de dessin de lui.
La Bibliothèque nationale de France a un peu de mal à distinguer André Chazal de son frère Antoine Chazal, d'autant plus que la notice d'autorité se base sur le dictionnaire artistique Bénézit qui confond Antoine Chazal et Antoine Toussaint de Chazal.

## Poèmes
Incarcéré à Gaillon, André Chazal rédigea divers documents dont plusieurs poèmes et mémoires. Ces documents sont conservés aux Archives départementales de l'Eure.
L Le jour où pénétré des rêves de famille

E Éclos mes maux, ô jour ! jour où l’enfer me grille.

P Persécuté, trahi par celle que j’aimais.

A Accablé par les traits de sale calomnie ;

R Réclamant la justice, oublieux désormais ;

I Inutile ! l’intrigue m’entraîne pour jamais,

A Au bout du précipice où suit l’ignominie

C Chargé de tant de maux, succombant à la peine ;

H Harcelé par la haine, abimé, hors d’haleine ;

A Au destin me livrant, à son âme beaucoup,

Z Zélé d’humanité envers et contre tout

A Abandonnant la haine et trop lourde ou pesante :

L L’harmonie de mon âme ira toujours croissante.

## Publications
- Recherches curieuses et historiques sur la ville de Reims, ornée d’une carte itinéraire de Paris à Reims et d’un plan de cette même ville, Paris, Auguste Imbert, Martinet 1825, in-18 d’une feuille avec 2 planches. Cet ouvrage a été égaré par la Bibliothèque nationale de France, cote 8- LK7- 8163 voir la réponse du site Opale : support : livre Indisponible : absence constatée (après récolement).
- Pater natae suae déflorationis accusatus, Mémoire Ayant pour but d’éclairer la Chambre du Conseil adressé à M. Juge pour être joint au dossier de l’affaire Chazal, Chazal jeune, Paris, Heulloup, 1837.
- Mémoire à consulter, Pour M. Chazal contre Madame Chazal, Chazal, jeune, Me Jules Fabre (sic), avocat plaidant, Me Auquin, Avoué, Paris, Cosson, 1838.

## Lettres de Flora Tristan à André Chazal
Dans son second Mémoire André Chazal a publié plusieurs lettres que Flora Tristan lui aurait envoyées le 3 janvier, le 12 janvier, le 19 janvier, le 24 janvier et le 8 septembre 1821. Ces autographes ne sont connus que par cette publication. Leur authenticité est admise par Jules Puech et Stéphane Michaud. Ce dernier en a publié une partie dans l’édition de la Correspondance de Flora Tristan. Comme le reconnaît S. Michaud : « Jamais Flora n'aurait produit spontanément ses lettres à un mari qu'elle devait bientôt haïr. Il a fallu le procès de 1837, où Chazal faisait figure d'accusé, pour que ce dernier les révèle : elles manifestent, plaide-t-il, que les relations entre époux n'ont pas toujours été tendues ».
Flora Tristan prétend dans Les Pérégrinations que son mariage fut contraint : « Mon frère étant mort, nous revînmes à Paris, où ma mère m’obligea à épouser un homme que je ne pouvais ni aimer ni estimer ».
Dans les autographes publiés par André Chazal, Flora se révèle certes une piètre épistolière, mais elle laisse apparaître une passion pour son futur mari qui, d’après ses propres mots, n’avait rien de platonique :

« 12 Janvier 1821
Je te direye, mon chère, que cette soirée que je désirait tant, je voudrais bien qu’elle encore soit à venir, car j’éprouve des douleurs terribles surtout quand je marche ; je crois qu’il me sera impossible de prendre ma leçon de danse ; voilà le mauvais côté ! mai ! aussi que d’heureux momens !... Toute la nuit je n’ai fait que pensée à toi, j’étais toujours avec toi, enfin je nez vus que toi dans tous la nature. Adieu ami de mon cœur, au le matin comme il tapelais se cœur, je te cherchait des yeux, ma bouche cherchait la tienne, mes bras cherchais à te sairés sur mon sein, sur ce sein qui n’a connu le plaisir que par toi.
Mais adieu ! je te jure de t’aimer toujours et de te procurer autant de plaisir que je t’ai donnés de peine, adieu ! donc, ami de mon âme, mais je ne puis te quitté, a !...qu’il me coûte de te dire adieu.
P. S. Donne un peu de bois à Armandine (1), s’est pour elle, car moi je n’en aye pas besoin, je ne te recommande de veillié à nos intérêts, la raison parle pour moi, mille baisers de flame sur tes jolis petites laivres, adieu.
[Note d’André Chazal] : (1) C’était une apprentie coloriste de Flore Tristan. »

— Stéphane Michaud, Flora Tristan La Paria et son rêve, Correspondance établie par Stéphane Michaud, Paris, Presses Sorbonne Nouvelle, 2003, p. 44-45.

## Méphis
Méphis est un roman de Flora Tristan qui contient plusieurs allusions autobiographiques. Il paraitra en 1838, et l’attentat de Chazal sera rappelé par l’éditeur dans l’Adresse au public, inséré dans le roman.
Ce roman décrit les mésaventures de Jean Labarre, fils de marin-pêcheur devenu élève du peintre Girodet et d’une espagnole Maréquita. Celle-ci après avoir (comme Flora Tristan) aimé un jeune homme s’éprend de don Oliveira de A… Mais celui est condamné à mort, survient alors le chevalier d’Hazcal. (Anagramme de Chazal, on notera que la romancière anobli son époux). Ce dernier propose un stratagème : sachant que le ministre de la Justice est amoureux de Maréquita, il suffit que celle-ci en devienne la maîtresse pour obtenir la grâce de don Oliveira. Ayant auparavant épousé le chevalier de Hazcal pour donner une position sociale à Maréquita. Après le mariage célébré, don Oliveira est gracié, mais il délaisse Maréquita, qui se retrouve marié avec un homme qu’elle n’aime pas, elle prend alors le nom d’une terre du ministre de la Justice, et quitte le chevalier de Hazcal, avec un enfant qu’elle a eu du ministre.
À Paris, où elle a trouvé refuge elle s’éprend de Jean Labarre, qui sera finalement condamné au bagne, mais s’en évadera grâce à Maréquipa.

## Texte de John Rewald
« À l’âge de seize ans Flora Tristan épousa à Paris un sieur Chazal marchand de vin originaire de Bordeaux qu’elle quitta après trois ans de vie commune, non sans avoir inspiré à ce pauvre homme une passion telle qu’après dix-huit ans de séparation il tenta de la tuer en la blessant grièvement ».
«  La fille de Flora Tristan et de Chazal transmit donc à son fils Paul Gauguin en même temps que le sang espagnol de la grand’mère socialiste le caractère passionné du bagnard ».
John Rewald (1912-1994) est connu pour être un des pionniers de l’histoire de l’impressionnisme. Il soutient sa thèse sur Cézanne à Paris en 1936 et commence à être publié l’année suivante. Son livre sur Gauguin est une œuvre de jeunesse où la rigueur documentaire fait défaut. André n’a jamais été marchand de vin, il est né à Paris et non à Bordeaux, c’est après dix ans de séparation qu’il essaya de la tuer et non dix-sept, et s’il a été en prison, il n’a jamais été au bagne.

### Archives
- Archives départementales de l’Eure, cote 5 F 78.